# Slovany (okres Martin)
Slovany (maďarsky Turóctótfalu, německy Sloben) jsou obec na Slovensku v okrese Martin.

## Historie
Slovany je obec ležící pod hradem Zniev na významné cestě známé už před 11. stoletím a spojující Nitru s regionem Turiec. Jméno, které vzniklo z kořene Slověne –  Sloveny – Sloväna – Slovany, dostala pravděpodobně v 11. století.
První písemná zmínka o Slovanech je z roku 1252. V obci se nachází římskokatolický neogotický kostel svatého Michaela archanděla z roku 1896 a evangelický kostel z roku 1934.

## Geografie
Obec se nachází v nadmořské výšce 470 metrů a rozkládá se na ploše 14,303 km². K 31. prosinci roku 2017 žilo v obci 461 obyvatel.